# Operazione Infektion
L'operazione Infektion (o scritto anche INFEKTION) è stata una campagna di disinformazione del KGB per diffondere l'informazione falsa, che gli Stati Uniti hanno inventato il virus del HIV/AIDS nell'ambito di un progetto di ricerca sulle armi biologiche a Fort Detrick, nel Maryland. L'Unione Sovietica la usò per minare la credibilità degli Stati Uniti, promuovere l'antiamericanismo, isolare l'America dall'estero e creare tensioni tra i paesi ospitanti delle basi NATO e gli Stati Uniti per la presenza di basi militari americane (che spesso venivano dipinte come la causa di focolai di AIDS nelle popolazioni locali).

## Storia
Nel 1992, Yevgeny Primakov, direttore del Servizio di intelligence estero (SVR), ammise che il KGB era dietro gli articoli dei giornali sovietici che sostenevano che l'AIDS era stato creato dal governo degli Stati Uniti. 
Secondo gli analisti del Dipartimento di Stato americano, un altro motivo per cui l'Unione Sovietica "promosse la disinformazione sull'AIDS potrebbe essere stato il suo tentativo di distogliere l'attenzione internazionale dal proprio programma di armamento alla guerra biologica, che [è stato monitorato] per decenni". Oltre all'antrace, si credeva che i sovietici avessero sviluppato tularemia, peste e colera per scopi di guerra biologica, nonché una tossina botulinica, enterotossine e micotossine. Una spiegazione alternativa a tale campagna disinformativa è che l'operazione potrebbe essere stata fatta come rappresaglia per le accuse americane che i sovietici usavano armi chimiche nel sud-est asiatico, dopo l'incidente della pioggia gialla.